# Ziua Mondială a Sănătății
Ziua Mondială a Sănătății este o zi globală de conștientizare a sănătății sărbătorită în fiecare an la 7 aprilie, sub sponsorizarea Organizației Mondiale a Sănătății (OMS), precum și a altor organizații conexe.
În 1948, OMS a organizat Prima Adunare Mondială a Sănătății. Adunarea a decis să celebreze 7 aprilie a fiecărui an, începând cu anul 1950, ca Ziua Mondială a Sănătății. Ziua Mondială a Sănătății este organizată pentru a marca fondarea OMS și este considerată ca o oportunitate a organizației de a atrage atenția la nivel mondial asupra unui subiect de importanță majoră pentru sănătatea globală în fiecare an. OMS organizează în această zi evenimente internaționale, regionale și locale legate de o anumită temă. Ziua Mondială a Sănătății este recunoscută de diverse guverne și organizații neguvernamentale cu interese în problemele de sănătate publică, care, de asemenea, organizează activități și își evidențiază sprijinul în rapoartele media, cum ar fi Consiliul global de sănătate.
Ziua Mondială a Sănătății este una dintre cele opt campanii oficiale de sănătate la nivel mondial marcate de OMS, împreună cu Ziua Mondială a Tuberculozei, Săptămâna Mondială a Imunizării, Ziua Mondială a Malariei, Ziua mondială fără tutun, Ziua mondială de combatere a SIDA, Ziua Mondială a Donatorului de Sânge și Ziua Mondială a Hepatitei.

## Legături externe
- World Health Day on the WHO official website
- World Health Day 2011 official website of the Pan American Health Organization, the World Health Organization Regional Office for the Americas
- World Health official website of the World Health Organization, Regional Office for the Eastern Mediterranean